# Give the Vibes Some
Give the Vibes Some ist ein Jazzalbum von Khan Jamal. Die am 28. März 1974 im Studio Palm in Paris entstandenen Aufnahmen erschienen 1974 auf dem Label Palm Records.

## Hintergrund
Khan Jamal gründete 1970 mit Byard Lancaster die Band Sounds of Liberation: 1972 entstand das Livealbum Drum Dance to the Motherland. 1974, während einer seiner vielen Tourneen in Europa, nahm er dieses Album in Frankreich im Studio von Jef Gilson auf. An der Session von Jamal (der Marimba und Vibraphon spielt) beteiligt waren Christian Vander (alias Hassan Rashid) am Schlagzeug (in „Pure Energy“ und „B1. 35.007 Feet U“) und Clint Jackson III an der Trompete in „Clint“.

## Titelliste
- Khan Jamal: Give the Vibes Some (Palm 10)[1]

1. Pure Energy 9:15
2. Clint 6:45
3. B1. 35.007 Feet Up 13:14
4. Give the Vibes Some 5:44

Die Kompositionen stammen von Khan Jamal.

## Rezeption
Khan Jamal sei einer der unbesungenen Helden des Vibraphons, der neben dem bluesgetränkten Soul Milt Jacksons und der „Hardbop-Pyrotechnik“ Bobby Hutchersons auf dem Instrument seine eigenen einzigartigen Personalsound entwickelt habe, schrieb Tim Niland in All About Jazz. Dieses rare Album würde Jamal in einigen wirklich interessanten Duett- und Solo-Situationen zeigen. So sei die Musik in „Clint“, wo Jamal zur Marimba wechselt und Clint Jackson III an der Trompete hinzu kommt, sehr frei und offen, und sie erkunde auf eine ruhige Weise die minimalistische Umgebung. „Give The Vibes Some“ beende das Album mit einem beeindruckenden Solo auf dem Vibraphon. Jamal würde hier einen optimistischen und sehr angenehmen Klang entwickeln. Es sei der Klang kristalliner, eindringlicher Schönheit und die perfekte Zusammenfassung dieses hervorragenden Albums, das viel größere Anerkennung verdiene.